# Johann Sigismund Kusser
Johann Sigismund Kusser (Pozsony, 1660. február 13. – Dublin, 1727. november) magyarországi születésű német karmester és zeneszerző.

## Élete
Párizsban tanult, német operaházak karmestere, élete végéig az ír alkirály udvari karmestere volt. Több operát és önálló szimfonikus szviteket írt operarészletekből.
Kusser egy pozsonyi protestáns kántor fia volt. 1674-ben szüleivel Stuttgartba költözött, ahol udvari muzsikusként tevékenykedett. 1682-ben az ansbachi udvar hegedűseinek a francia stílust tanította. Két év múlva, 1690-ben, kapellmeister lett a braunschweig–wolfenbütteli udvarnál. Két évvel később Párizsba, majd Versailles-ba költözött, ahol Jean-Baptiste Lully barátja lett.
1690-ben az új Braunschweigi Opera első karmestere lett. A következő évben feleségül vette Braunschweiger tanácsos lányát, Hedviget. 1700-ban hazalátogatott Magyarországra, Sopronban is megfordult.
1704-ben Londonba költözött (itt Cousser néven emlegették), ahol zeneszerzőként és magántanárként dolgozott. 1707 és 1711 között Dublinban élt, ahol a Trinity College kápolnájának zenemestere lett, majd 1716-ban a „Királynő Írországi Vendégkarmestere”. Ebben a minőségében felelős volt – többek között – a királyi családot ünneplő ódák komponálásáért. 
Kusser olyan zeneszerzőket tanított, illetve volt hatással, mint Reinhard Keiser, Johann Mattheson, Georg Philipp Telemann, Christoph Graupner, Georg Caspar Schürmann és Georg Friedrich Händel.

## Művei
- Apollon enjoué,  (1700)
- A múzsák lakomája, (1700)

### Alkalmi zenék
- La cicala della cetra d’Eunomio (1700)
- An Ode Elegiecal on the Death of Mrs. Arabella Hunt (London, 1715)
- The Universal Applause of Mount Parnassus, (ode, Dublin 1711)
- Peace, Victory, Discord, Felicity, Plenty (serenata theatrale, Dublin, 1713)

### Operák
- Cleopatra (Braunschweig, 1690)
- Julia (Braunschweig, 1690)
- La grotta di Salzdahl (Braunschweig, 1691)
- Narcissus (Braunschweig, 1692)
- Andromeda (Braunschweig, 1692)
- Ariadne (Braunschweig, 1692)
- Jason (Braunschweig, 1692)
- Porus (Braunschweig, 1693)
- Erindo, oder Die unsträfliche Liebe (Hamburg, 1694)
- Der grossmütige Scipio Africanus (Hamburg, 1694)
- Pyramus und Thisbe getreue und festverbundene Liebe (Hamburg, 1694)
- Gensericus, als Rom und Karthagens Überwinder (Hamburg, 1694)
- Der verliebte Wald (Stuttgart)
- The Man of Mode (London, 1705)